# Pescara
Pescara – miasto w środkowo-wschodnich Włoszech, ośrodek administracyjny prowincji Pescara i największe miasto regionu Abruzja. Położone jest nad ujściem rzeki Pescara do Adriatyku, ok. 155 km na wschód od centrum Rzymu. Zamieszkiwane przez ok. 120 tys. mieszkańców. Starożytne Aternum. Ośrodek przemysłu maszynowego, metalowego, chemicznego, cementowego, ceramicznego, włókienniczego, spożywczego. Pescara jest też ośrodkiem turystycznym. Znajduje się tu muzeum pisarza i polityka Gabriela d’Annunzia (w jego rodzinnym domu).

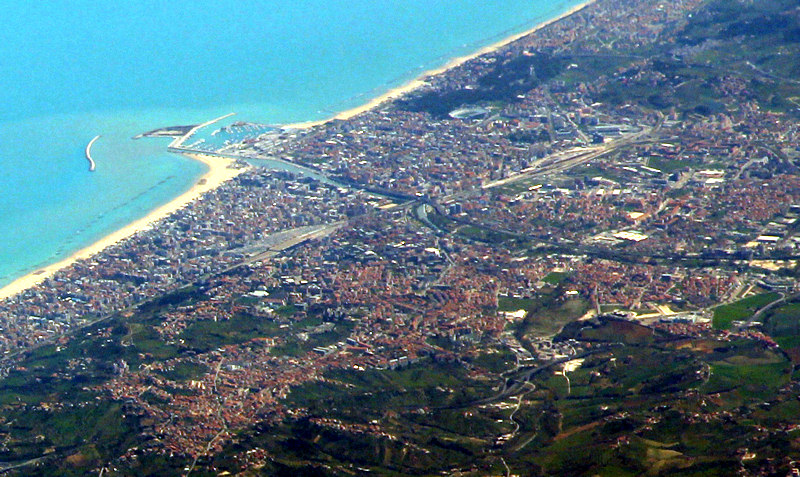
Widok z lotu ptaka
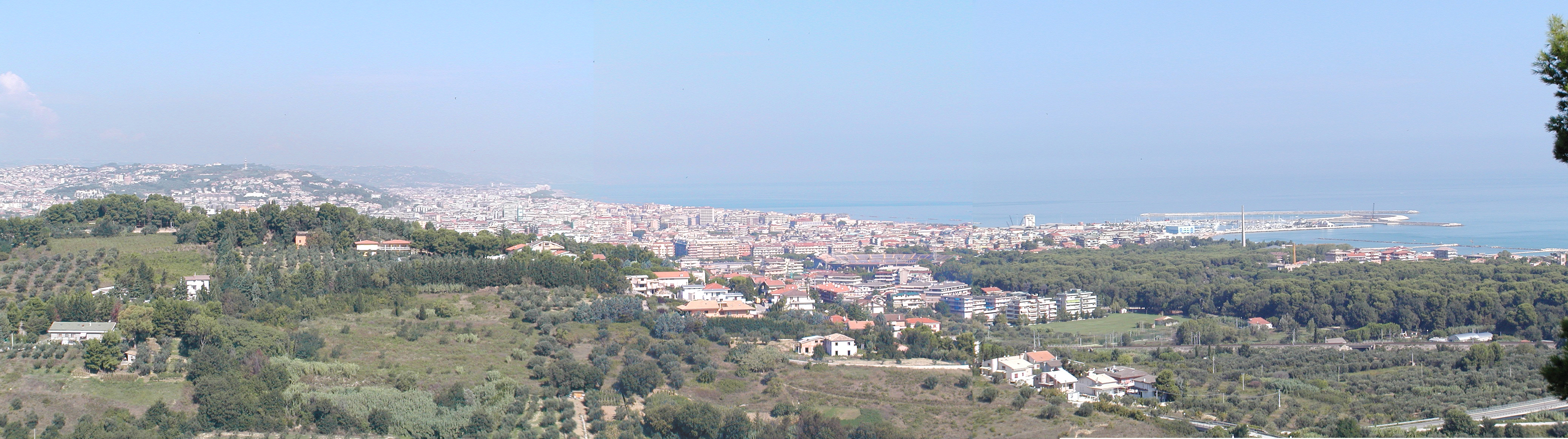
Panorama Pescary
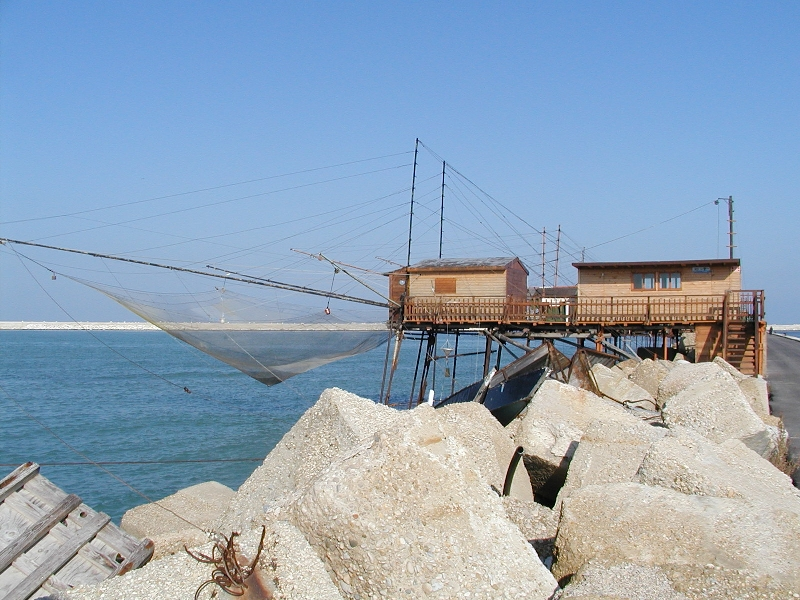
Trabocchi
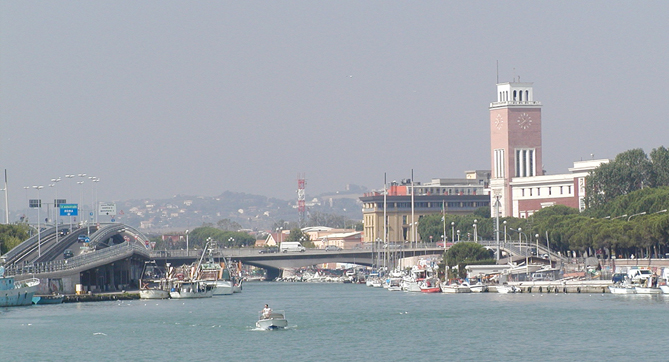
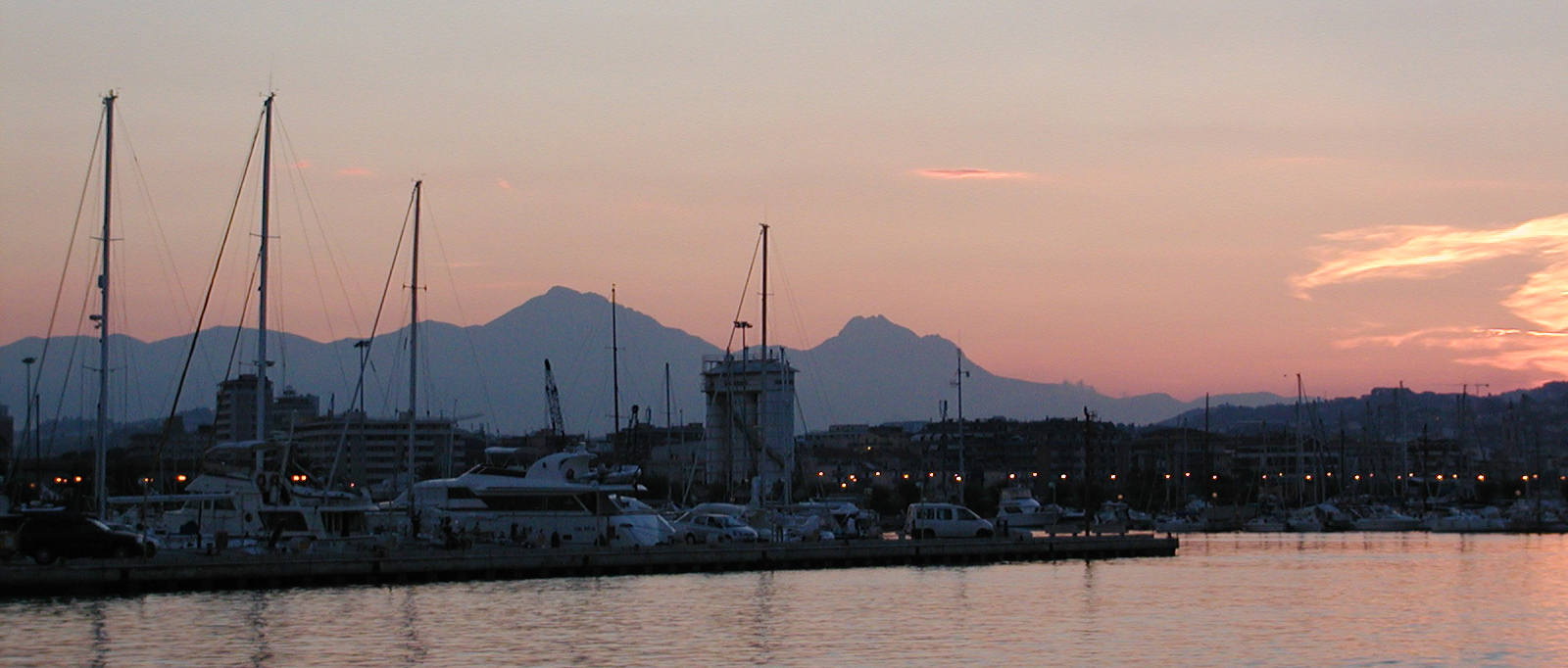
"la bella addormentata"
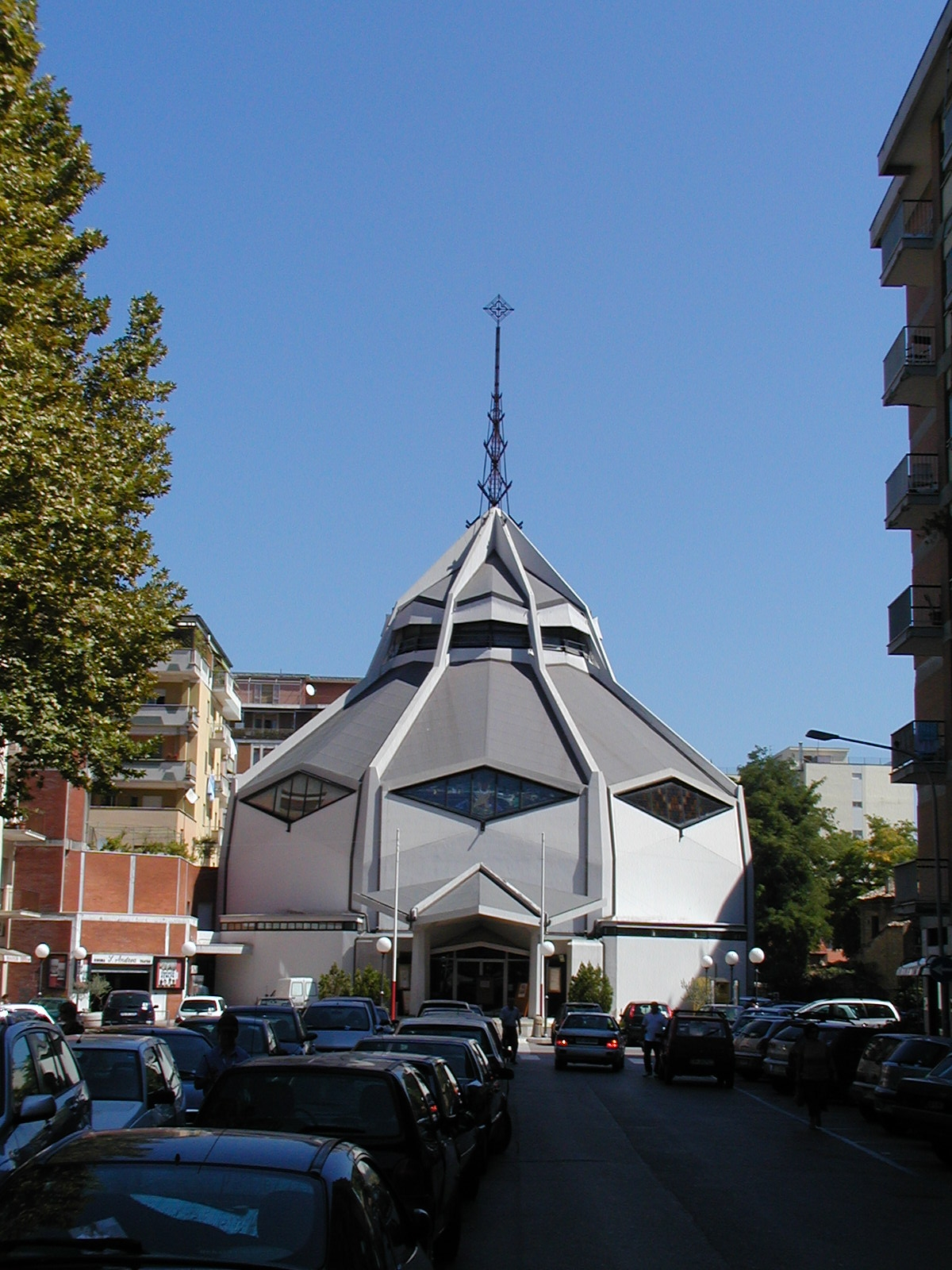
Chiesa di S.Andrea
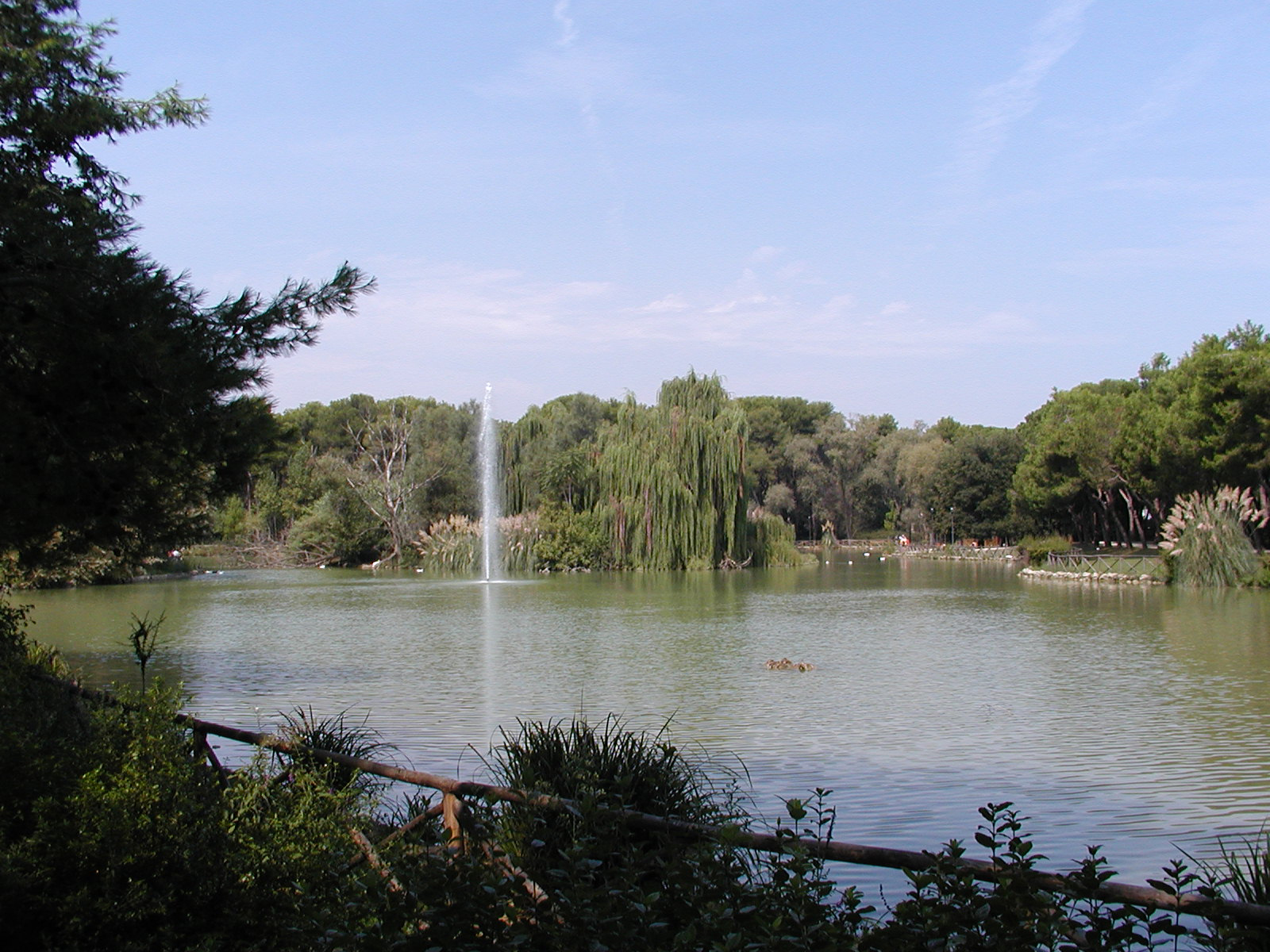
Park La Pineta Dannunzieana

## Transport
Pod Pescarą znajduje się port lotniczy Pescara obsługujący ruch regionalny oraz międzynarodowy.
Głównym dworcem miasta jest Pescara Centrale. Innymi ważniejszymi stacjami kolejowymi są: Pescara Porta Nuova i Pescara Tribunale.
Z parkingu przed dworcem kolejowym od 1 grudnia 2022 r. kursuje codzienne połączenie autobusowe ITA Airways do i z Port lotniczy Rzym-Fiumicino, umożliwiające połączenie z węzłem komunikacyjnym linii lotniczej.

## Sport
Odbywały się tu Igrzyska Śródziemnomorskie 2009, a także Puchar Świata w Chodzie Sportowym 1965. Corocznie w mieście odbywa się jednodniowy wyścig kolarski Trofeo Matteotti.
W Pescarze funkcjonuje klub piłkarski Delfino Pescara 1936, występujący w Serie B (drugiej w hierarchii lidze włoskiej). Mecze domowe rozgrywa na stadionie Stadio Adriatico o pojemności ponad 20 000 widzów.
W mieście dawniej funkcjonował tor Formuły 1 - Pescara Circuit.

## Klimat
| Miesiąc | Sty  | Lut  | Mar  | Kwi  | Maj  | Cze  | Lip  | Sie  | Wrz  | Paź  | Lis  | Gru  | Roczna |
| --- | ---- | ---- | ---- | ---- | ---- | ---- | ---- | ---- | ---- | ---- | ---- | ---- | ------ |
| Średnie temperatury w dzień [°C]                                                                                           | 11.2 | 11.9 | 14.4 | 17.7 | 22.3 | 26.3 | 29.2 | 29.0 | 25.6 | 20.7 | 15.5 | 12.4 | 19,7   |
| Średnie dobowe temperatury [°C]                                                                                            | 6.5  | 7.1  | 9.2  | 12.2 | 17.2 | 20.6 | 23.2 | 23.2 | 20.0 | 15.6 | 10.6 | 7.8  | 14,4   |
| Średnie temperatury w nocy [°C]                                                                                            | 1.8  | 2.2  | 3.9  | 6.7  | 11.1 | 14.8 | 17.2 | 17.3 | 14.4 | 10.5 | 5.9  | 3.2  | 9,1    |
| Opady [mm] | 48.1 | 52.2 | 56.8 | 56.9 | 31.7 | 46.2 | 34.4 | 55.5 | 61.2 | 72.0 | 79.8 | 62.9 | 658    |
| Średnia liczba dni z opadami                                                                                               | 6.4  | 6.8  | 6.8  | 5.9  | 4.9  | 5.2  | 4.0  | 5.0  | 5.8  | 7.0  | 7.8  | 7.2  | 72,8   |
| Źródło: Światowa Organizacja Meteorologiczna (liczba dni z opadami dla wartości 1 mm, wysokość 15 m n.p.m., 5 km od morza) |      |      |      |      |      |      |      |      |      |      |      |      |        |

| Sty  | Lut  | Mar  | Kwi  | Maj  | Cze  | Lip  | Sie  | Wrz  | Paź  | Lis  | Gru  | Rok  |
| ---- | ---- | ---- | ---- | ---- | ---- | ---- | ---- | ---- | ---- | ---- | ---- | ---- |
| 13,5 | 12,8 | 13,1 | 14,8 | 18,3 | 22,8 | 25,6 | 25,6 | 24,2 | 19,9 | 17,3 | 15,3 | 18,6 |

## Miasta partnerskie
- Francja: Arcachon
- Stany Zjednoczone: Miami Beach
- Peru: Lima
- Chorwacja: Split